# Bundesautobahn 672
Die Bundesautobahn 672 (Abkürzung: BAB 672) – Kurzform: Autobahn 672 (Abkürzung: A 672) – ist eine Autobahn im deutschen Land Hessen. Sie dient im Wesentlichen als Anbindung des Darmstädter Stadtzentrums an die Bundesautobahnen 67 und 5. Mit nur rund 2,5 km Länge ist sie nach der 2,3 km langen BAB 831 in Stuttgart und der 2,4 km langen BAB 255 in Hamburg die drittkürzeste Autobahn Deutschlands.

## Verlauf
Nordwestlich von Griesheim zweigt die A 672 von der A 67 ab, führt nach Osten und kreuzt die A 5. Anschließend trifft die Autobahn östlich der Siedlung Tann auf die ebenfalls von Griesheim her kommende B 26, die mit einer Anschlussstelle in Form einer langgestreckten rechtsgeführten Trompete angebunden wird. Die Fortsetzung der Autobahn bildet die B 26, die als Rheinstraße in die Darmstädter Innenstadt und hinter der Stadt autobahnähnlich ausgebaut nach Aschaffenburg führt. Der gesamte Streckenverlauf liegt im Darmstädter Westwald.
Von der A 5 her kommend kann man nur auf die A 672 in Richtung Darmstadt wechseln, der Knotenpunkt besitzt lediglich Verbindungen von und nach Osten. Will man von der A 5 aus Frankfurt am Main her kommend auf die A 67 in Richtung Rüsselsheim am Main wechseln, muss man entweder ab dem Frankfurter Kreuz die A 3 benutzen oder die B 42 von der Anschlussstelle Weiterstadt zur Anschlussstelle Büttelborn der A 67. Aus südlicher Richtung wird eine entsprechende Verbindung nicht benötigt, da A 5 und A 67 bis Mannheim parallel zueinander verlaufen und durch mehrere Straßen miteinander verbunden sind. Entsprechende Rampen fehlen auch im unmittelbar südlich anschließenden Darmstädter Kreuz.
Von Süden her kommend wird darauf hingewiesen, im Darmstädter Kreuz die Hauptfahrbahn der A 5 bzw. A 67 zu verlassen, um auf die A 672 zu gelangen. Zwar wäre es theoretisch auch möglich, die Hauptfahrbahn beizubehalten und trotzdem auf die A 672 zu wechseln, allerdings müsste man dann mehrere Spurwechsel im Bereich der Beschleunigungsstreifen durchführen. Beim Wechsel der Hauptfahrbahnen gelangt man automatisch zur Abbiegespur der A 672.

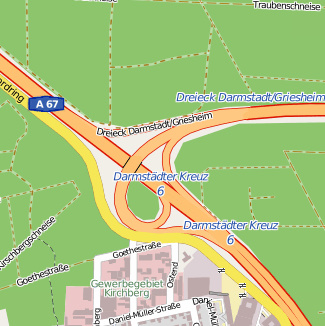
Autobahnbeginn am Griesheimer Dreieck
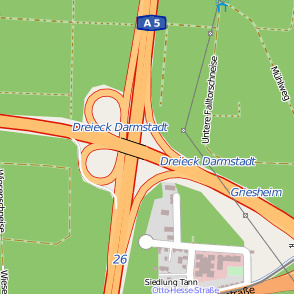
Darmstädter Nordkreuz

## Geschichte

### Reichsautobahn-Anschlussstelle Darmstadt
Einen Anschluss an das Autobahnnetz besitzt die Stadt Darmstadt schon seit Mai 1935, als mit der Strecke Frankfurt–Mannheim–Heidelberg die erste Reichsautobahn aus der Zeit des Nationalsozialismus fertiggestellt wurde. Zwar waren Köln und Bonn schon 1932 über die erste deutsche Autobahn miteinander verbunden, diese wurde nach der Machtergreifung Hitlers allerdings zur Landstraße zurückgestuft, um den Bau der „ersten Autobahn“ für sich zu reklamieren.
Die Anschlussstelle bildete die Grenze zwischen den im Mai 1935 fertiggestellten Abschnitt Frankfurt–Darmstadt und der im Oktober fertiggestellten Fortsetzung nach Süden über Mannheim nach Heidelberg. Sie führte östlich von Griesheim, in Höhe der Siedlung Tann, auf die Fernverkehrsstraße 26 (heutige Bundesstraße 26), die damals noch in Mainz begann und nach Südosten in Richtung Darmstadt führte. Auf der östlichen Fahrbahnseite bestand im Bereich der Anschlussstelle eine Tankstelle, die erste Autobahntankstelle in Deutschland.

### Main-Neckar-Schnellweg mit Anschluss Rheinstraße
Nach Ende des Zweiten Weltkriegs stieg mit dem Wirtschaftswunder der Individualverkehr stark an, besonders in den Ballungsräumen. So war die Strecke Darmstadt–Mannheim mit ca. 40.000 Fahrzeugen pro Tag Ende der 1950er Jahre die meistbefahrene Autobahn in Deutschland. Anfang der 1960er Jahre wurde daher mit den Bauarbeiten für eine zweite Nord-Süd-Strecke zwischen den beiden Ballungsräumen begonnen. Durch die Streckenführung von der Strecke Köln–Frankfurt nach Südosten und ab Darmstadt parallel östlich zur bestehenden Autobahn stellte sie eine Alternative unter Vermeidung des damals schon stark befahrenen Frankfurter Kreuzes dar. Schrittweise wurde von Norden nach Süden gebaut, bis 1970 mit dem letzten Abschnitt zwischen Weinheim und Heidelberg der Main-Neckar-Schnellweg fertiggestellt war.
Das erste Teilstück der neuen Eckverbindung zwischen dem Abzweig von der Autobahn Köln–Frankfurt und der Anschlussstelle Büttelborn wurde 1964 fertiggestellt, ein Jahr später folgte im Juni 1965 die Weiterführung bis kurz vor Griesheim, wo sie in die bestehende Bundesstraße B 26 überging, die wiederum zur Anschlussstelle Darmstadt der Autobahn Frankfurt–Mannheim führte. Dieser provisorische Anschluss bestand nur etwa ein Jahr, bis das Darmstädter Kreuz am 2. Juni 1966 für die genannte Verbindung dem Verkehr übergeben wurde.
Aufgrund der Parallellage und des daher spitzen Winkels der sich schneidenden Autobahnen bestanden am Darmstädter Kreuz von Anfang an nur Rampen aus und in dieselbe Himmelsrichtung. Um die B 26 und das Darmstädter Stadtzentrum dennoch von beiden Autobahnen aus zu erreichen, baute man einen 2,5 km langen Zubringer Rheinstraße, der östlich der Siedlung Tann in die bestehende Bundesstraße übergeht. In einer ersten Ausbaustufe gab man am 30. Juli 1965 den ersten Teil des Zubringers zwischen dem Anschluss der Autobahn Frankfurt–Mannheim (zunächst als Anschlussstelle Darmstadt-West bezeichnet) und dem Übergang in die B 26 frei. Mit Inbetriebnahme des Abschnitts von Büttelborn zum Darmstädter Kreuz gab man 1966 auch den restlichen Teil des Zubringers für den Verkehr frei. Im Zuge dessen wurde die alte Anschlussstelle, die direkt auf die B 26 führte, stillgelegt.

### Einführung des Nummerierungssystems
Als zum 1. Januar 1975 das neue Nummerierungssystem für Bundesautobahnen eingeführt wurde, bekam diese die Bezeichnung Bundesautobahn 672, kurz BAB 672. Die Bezeichnung leitet sich von der BAB 67 (seit 1974 nördlicher Abschnitt des Main-Neckar-Schnellwegs) ab, von der sie abzweigt. Am südlich anschließenden Darmstädter Kreuz wechseln die Bundesautobahnen 5 und 67 seitdem die Nummer, um eine ansonsten bei Mannheim anschließende Doppelnummerierung zu vermeiden.

## Ausbau

### Brückenneubau
Von Oktober 2012 bis November 2014 wurde für 13,5 Millionen Euro das Brückenbauwerk über die A 5 im Dreieck Darmstadt (A 5/A 672) neugebaut. Gleichzeitig mit der neuen Brücke wurden auch die Fahrstreifen ummarkiert, so verengt sich die Hauptfahrbahn jetzt westlich des Knotenpunktes auf eine Spur, die zweite Spur wird von der Rampe Frankfurt–Darmstadt fortgesetzt. Hiermit entfällt für diese verkehrsreiche Verbindung das Einfädeln.
Auch die komplette Beschilderung wurde im Zuge des Umbaus erneuert – statt auf die Bundesstraße 26 wird in Fahrrichtung Osten mittlerweile die Nummer der Autobahn (A 672) angegeben. Vorher wurde die Nummer nur auf den Ankündigungstafeln der A 5 und A 67 angeschrieben, während für die Fahrtrichtung Westen und die Autobahnwegweiser in Darmstadt nach wie vor nur die A 5 und A 67 ausgeschildert sind.

### Bezeichnung der Knotenpunkte
Bis Anfang 2016 bzw. 2018 wurden die Knotenpunkte der A 672 mit der A 5 und der A 67 zusammen mit dem südlich anschließenden Darmstädter Kreuz, mit dem sie sich auf beiden Autobahnen je eine Anschlussstellen-Nummer teilen, nicht separat ausgewiesen. Zwar waren für Verwaltungszwecke und in den meisten Straßenkarten und -atlanten die Bezeichnungen Dreieck Darmstadt/Griesheim und Dreieck Darmstadt angegeben, jedoch nicht im Streckenverlauf. Auf älterem Kartenmaterial trugen die Knotenpunkte die Bezeichnungen Darmstadt/Griesheim und Darmstadt West, der Übergang in die B 26 Rheinstraße.
Seit 2016 wird der Knotenpunkt A 5/A 672 als Darmstädter Nordkreuz bezeichnet. Genauso wird seit 2018 der Knotenpunkt A 67/A 672 als Griesheimer Dreieck beschildert.